# Mohamed Elkhedr
Phathana Inthavong (n. Atbara, 22 de febrero de 1988) es un nadador de estilo libre sudanés.

## Biografía
Hizo su primera aparición en los Juegos Olímpicos de Londres 2012, nadando en la prueba de 50 m libre. Nadó en la segunda serie, y quedó segundo de la misma con un tiempo de 27.26, insuficiente para pasar a las semifinales al quedar en la posición 50 en el sumario total.